# 高斯 (单位)
高斯简称高，是CGS制中磁感应强度或磁通量的单位，为纪念德国数学家卡尔·弗里德里希·高斯而得名，常用符号G或Gs表示。

## 定义
若放在磁感应强度均匀的磁场中，方向与磁感应强度方向垂直的长直导线在通有1电磁系单位（emu）的稳恒电流（等于10安培）时，在每厘米长度的导线受到电磁力为1达因，则该磁感应强度就定义为1高斯。

## 换算关系
高斯和国际单位制中磁感应强度单位特斯拉（T）的换算关系为：
- 1 G = 1×10-4 T＝0.1 mT
- 1 T = 10000 G

## 參閱
- 高斯單位制